# Stanisław Ochmański
Stanisław Ochmański (ur. 25 lipca 1929 w Łodzi, zm. 22 czerwca 2023) – polski reżyser teatrów lalkowych.

## Życiorys
Ukończył eksternistyczne studia aktorskie i zdał państwowy egzamin reżyserski. W latach 1976–1983 wykładał na wydziale lalkarskim Wydziału Zamiejscowego PWST Kraków we Wrocławiu. W latach 80. XX wieku był prodziekanem wydziału reżyserii teatru lalek, filii warszawskiej PWST w Białymstoku.
Jako reżyser debiutował w Teatrze Arlekin w Łodzi sztuką pt. Awantura w Pacynkowie, chociaż pierwsze przedstawienie wyreżyserował jeszcze w teatrze amatorskim przy liceum pedagogicznym w Łowiczu i był to Szewczyk Dratewka. Do września 2010 roku wyreżyserował łącznie ok. 170 przedstawień w teatrach w całej Polsce oraz za granicą. Był również dyrektorem Teatru Lalkowego w Lublinie (w latach 1958–1974) i Teatru Arlekin w Łodzi (w latach 1975–1993).
Współzałożyciel Polskiego Ośrodka Lalkarskiego POLUNIMA, Członek pierwszego Zarządu, w latach 1984–1995 trzykrotny Przewodniczący i wreszcie Honorowy Członek POLUNIMA.
W 1952 roku ożenił się z Lilianą (1933–1996), aktorką i reżyserką. W 1953 roku urodziła im się córka Magdalena.
Zmarł 22 czerwca 2023 roku, pochowany 28 czerwca 2023 w części prawosławnej Starego Cmentarza w Łodzi.

## Wybrane realizacje reżyserskie
- Mały książę, Antoine de Saint-Exupéry
- Alicja w krainie czarów, Lewis Carroll
- Baśń o pięknej Parysadzie, Bolesław Leśmian
- Ludowa szopka polska, zebrał i opracował Henryk Jurkowski
- Tryptyk Staropolski, zebrał i opracował Henryk Jurkowski
- O Zwyrtale Muzykancie, Jan Wilkowski
- Żywot Wowry wśród żywotów świętych
- Faust, Don Juand, teksty ludowe
- Don Kichot, Cervantes, adaptacja Jan Dorman

## Ordery i odznaczenia
- Krzyż Oficerski Orderu Odrodzenia Polski (1984)
- Krzyż Kawalerski Orderu Odrodzenia Polski (1976)
- Złoty Krzyż Zasługi (1966)
- Złoty Medal „Zasłużony Kulturze Gloria Artis” (25 lutego 2016)[11]
- Srebrny Medal „Zasłużony Kulturze Gloria Artis” (9 grudnia 2008)[11]
- Medal Prezydenta Miasta Lublina (2012)
- Złota Odznaka Honorowa Zasłużonego dla Lublina (1974)
- Honorowy Medal POLUNIMA (2011)

Źródło:.

## Nagrody i wyróżnienia
- Nagroda Główna im. Alojzego Smolki oraz I nagroda za reżyserię na VI Ogólnopolskim Festiwalu Teatrów Lalek w Opolu za widowisko Tryptyk staropolski H.Jurkowskiego w Państwowym Teatrze Lalki i Aktora im. Hansa Christiana Andersena w Lublinie (1973)
- Nagroda Prezesa Rady Ministrów za całokształt twórczości reżyserskiej w teatrze lalek (1982)
- Złoty Piernik Torunia - nagroda na II Toruńskich Spotkaniach Teatrów Lalek w kategorii spektakli dla dorosłych dla przedstawienia Żywot Wowry wśród żywotów świętych (1995)
- Grand Prix Złoty Piernik jury dziecięcego VI MSTL w Toruniu dla spektaklu Książę Portugalii Joachima Knautha z Teatru Lalek Arlekin w Łodzi oraz Nagroda Specjalna za "szlachetność konwencji przedstawienia" (1999)
- Nagroda HENRYK za wybitne osiągnięcia artystyczne w dziedzinie teatru lalek (2011)
- Nadzwyczajna Złota Maska (Łódź) za wieloletnią wierność pięknu sztuki lalkarskiej (2017)

Źródło:.